# Бокщанин, Алексей Анатольевич
Алексе́й Анато́льевич Бокща́нин (7 ноября 1935, Москва — 11 июля 2014, там же) — советский и российский историк-китаист, специалист в области средневековой истории Китая. Доктор исторических наук (1985).

## Биография
Родился 7 ноября 1935 года в Москве в семье историка, преподавателя МГУ Анатолия Георгиевича Бокщанина.
После окончания школы в 1953 году поступил в Институт восточных языков при МГУ, где, по его собственным словам, обучался в одной группе с Олегом Непомниным.
После окончания института в 1958 году работал научным сотрудником института китаеведения. С 1961 года — научный сотрудник Института народов Азии АН СССР.
В 1965 году защитил кандидатскую диссертацию «Внешние связи Китая со странами Южных морей в конце XIV—XVI веков», а в 1985 году — докторскую диссертацию «Эволюция удельной системы в Китае в конце XIV — начале XV веков».
В 1990—2011 годах — заведующий отделом Китая ИВ РАН.

## Научный вклад
Всего Бокщаниным опубликовано более 100 работ. Принимал участие в написании 10-томной истории Китая (5-6 тома по периодам Юань, Мин, Цин).
В числе публикаций:
- Китай и страны Южных морей в XIV и XVI вв. // АН СССР. Ин-т народов Азии. М.: ГРВЛ. 1968. 212 с.
- Краткий очерк китайско-индийских связей // Китай и соседи в древности и средневековье. М.: ГРВЛ, 1967. С. 101—133.
- История связей Китая со странами Южных морей связей // Китай и соседи в древности и средневековье. М.: ГРВЛ, 1967. С. 134—176.
- Попытки монгольского вторжения в Юго-Восточную Азию // Татаро-монголы в Азии и Европе. М., 1970. С. 294—310.
- Экспедиции Чжэн Хэ в освещении китайских историков // Историческая наука в КНР. М., 1971, С.121-139.
- О средневековой китайской стратегии и тактике на примере войны Цзиннать: (1399—1402) // Китай: Общество и государство. М., 1973. C 116—135.
- Императорский Китай в начале XV века: Внутр. Политика / АН СССР. Ин-т востоковедения. М.: ГРВЛ. 1976. 323 с.
- Отношение цинского правительства с Вьетнамом во второй пол. XVII века // Внешняя политика государства Цин в XVII веке. М., 1976. С. 229—264.
- Политика китайской империи на национальных окраинах в начале XV века // Вопросы истории. 1977. С. 68-84.
- Материалы по экономической истории Китая в раннее средневековье: Раздел «Ши хо чжи» из династийных историй / Вступ., ст., коммент. // АН СССР. Ин-т востоковедения. М.: ГРВЛ, 1980. 256 с. — пер. с кит. Совм. С Лин Кюнъи.
- Китай: Средневековье // История народов Восточной и Центральной Азии. М., 1986. С. 169—208.
- Китайские историки о характерных чертах и особенностях феодального строя в Китае // Общественные науки в КНР. М., 1986. С. 85-116.
- Оценка роли Чжу Юаньчжана как вождя крестьянского восстания и как монарха // Общественные науки в КНР. М., 1986. С. 117—132.
- Удельная система в позднесредневековом Китае. М.: ГРВЛ, 1986. 261 с.
- Очерки истории государственных институтов в Китайской империи //Феномен восточного деспотизма. М., 1993, c. 273—333.
- Китай в II—VI в. С. 67-82; Китай в конце VI — начале X в. (Империи Суй и Тан). С. 157—174; Китай в X—XIII вв. (Империя Сун, Государства Ляо и Цзинь). С. 298—320; Монгольское владычество в Китае (Династия Юань). С. 384—398; Китай во второй половине XIV—XV вв. (Империя Мин). С. 528—546 // История Востока. Т. II, М., 1995.
- Лики Срединного царства // М., 2002, 430 с. (в соавт.)
- Раздел «Средневековье», стр 103—130 // Бокщанин А. А., Непомнин О. Е., Степугина Т. В. История Китая. М., 2010.